# Acido cinnamico
L'acido cinnamico è un acido di colore bianco ed aspetto cristallino aghiforme, poco solubile in acqua, più facilmente in alcool ed etere, caratterizzato da un odore di miele e fiori, tuttavia il sapore, al gusto, risulta essere amaro.
Il composto è contenuto nell'olio essenziale di cannella (da cui il nome, dall'inglese cinnamon, cannella), in balsami come lo storace (o olio di storace, estratto da piante del genere Liquidambar), nel balsamo di Tolù o del Perù o nel burro di karité. Esso viene dunque estratto da tali fonti naturali, ma può anche essere sintetizzato chimicamente.
Questo acido viene prodotto per saponificazione con soda caustica. Il composto così ottenuto è un sale di sodio che, trattato con acido cloridrico libera l'acido cinnamico.Sono noti due isomeri sotto forma trans- e cis-.
L'acido cinnamico è utilizzato, sotto forma di cinnamato, nell'industria alimentare per la sintesi di aromi, per la produzione di indaco sintetico e per certi farmaci usati come antielmintici, anche se il suo uso primario è nella sintesi di esteri metilici, etilici e benzilici nell'industria dei profumi.
La molecola è anche parte della via biosintetica dello shikimato e dei fenilpropanoidi. La sua biosintesi è mediata dall'azione della fenilalanina ammonio-liasi (PAL) sulla fenilalanina.

## Sintesi
Una piccola quantità di acido cinnamico può essere prodotta in laboratorio utilizzando la Reazione di Perkin, ovvero facendo reagire della benzaldeide con anidride acetica in presenza di acetato di sodio come catalizzatore secondo la reazione:
Oltre all'acido cinnamico viene prodotto anche acido acetico, i due possono essere separati per distillazione.
Un altro metodo ancora più semplice ed interessante dal punto di vista pratico consiste nel far reagire benzaldeide e acetato di etile in presenza di etilato di sodio come catalizzatore:

In questo modo viene ottenuto il cinnamato di etile, il quale può essere salificato a cinnamato di sodio saponificandolo con una base come idrossido di sodio (NaOH) o di potassio (KOH):
{\displaystyle {\ce {C6H5CH=CHCOOCH2CH3 + NaOH -> C6H5CH=CHCOONa + CH3CH2OH}}}
Il cinnamato di sodio così ottenuto viene separato dall'alcol etilico per ebollizione o distillazione, nel caso si voglia recuperare l'alcol.
Ora basta acidificare il cinnamato di sodio (ad esempio con acido cloridrico) per ottenere l'acido cinnamico, il quale viene purificato dall'acqua e dal cloruro di sodio ottenuti per distillazione (P.E. acido cinnamico = 300 °C circa).
{\displaystyle {\ce {C6H5CH=CHCOONa + HCl -> C6H5CH=CHCOOH + NaCl}}}
Alternativamente è possibile sfruttare la bassa solubilità dell'acido cinnamico lavando il prodotto finale molte volte con acqua per eliminare i residui di NaCl. il prodotto poi deve essere asciugato dai residui di acqua con un opportuno disidratante.